# Буфер (изчислителна техника)
Вижте пояснителната страница за други значения на Буфер.
Буфер в изчислителната техника е памет за временно съхранение на данни. Потокът на информация може да е към или от изчислителното устройство (най-често компютър) или в рамките на самото устройство.
Използването на буфери помага за изравняването на потоците, чрез които се получават данни с потоците необходими за тяхното анализиране. При големи различия в двата потока може да има препълване на буфера (когато постъпват повече данни отколкото могат да се обработят) или изпразване на буфера (огледалната ситуация).
Реализацията на концепцията за буфер между два потока данни може да става посредством софтуерни решения или чрез хардуерни компоненти, като по-лесният вариант е софтуерната реализация.